# Bahijja al-Hariri
Bahijja al-Hariri, arab. بهية الحريري (ur. 26 czerwca 1952 w Sydonie) – libańska działaczka społeczna i polityczna, siostra byłego premiera Rafika al-Haririego, wielokrotna deputowana Zgromadzenia Narodowego, w latach 2008–2009 minister edukacji i szkolnictwa wyższego. Jest także ambasadorką dobrej woli UNESCO oraz pełni funkcję prezesa Hariri Foundation for Sustainable Human Development.